# 尉迟珪
尉迟珪（?—?），姓尉迟，8世纪前半期于阗（今新疆和田）国王。
尉迟珪继承尉迟达为于阗王，毗沙都督府都督。唐朝以于阗国为毗沙都督府，划为十州，以于阗国王为都督。唐玄宗册封他妻子马氏为于阗王妃。在位期间，和唐朝中央政府保持和好关系，多次遣使朝贡唐朝。天宝七载（748年）三月，于阗、焉耆、龟兹一起遣使向唐玄宗贺正具献方物。黑水靺鞨、黄头室韦、和解室韦、如者室韦、赂丹室韦一起遣使献金银、牛黄、人参。尉迟珪的儿子尉迟胜、尉迟曜都是于阗国王。